# Škoda ForCity
Škoda ForCity ist eine Familie von niederflurigen Gelenkstraßenbahnwagen, die von Škoda Transportation gebaut werden. Dazu gehören auch die in Finnland von Škoda Transtech entwickelten und hergestellten Artic-Wagen, die jetzt als ForCity Smart bezeichnet werden.

## Škoda ForCity Alfa (15T)

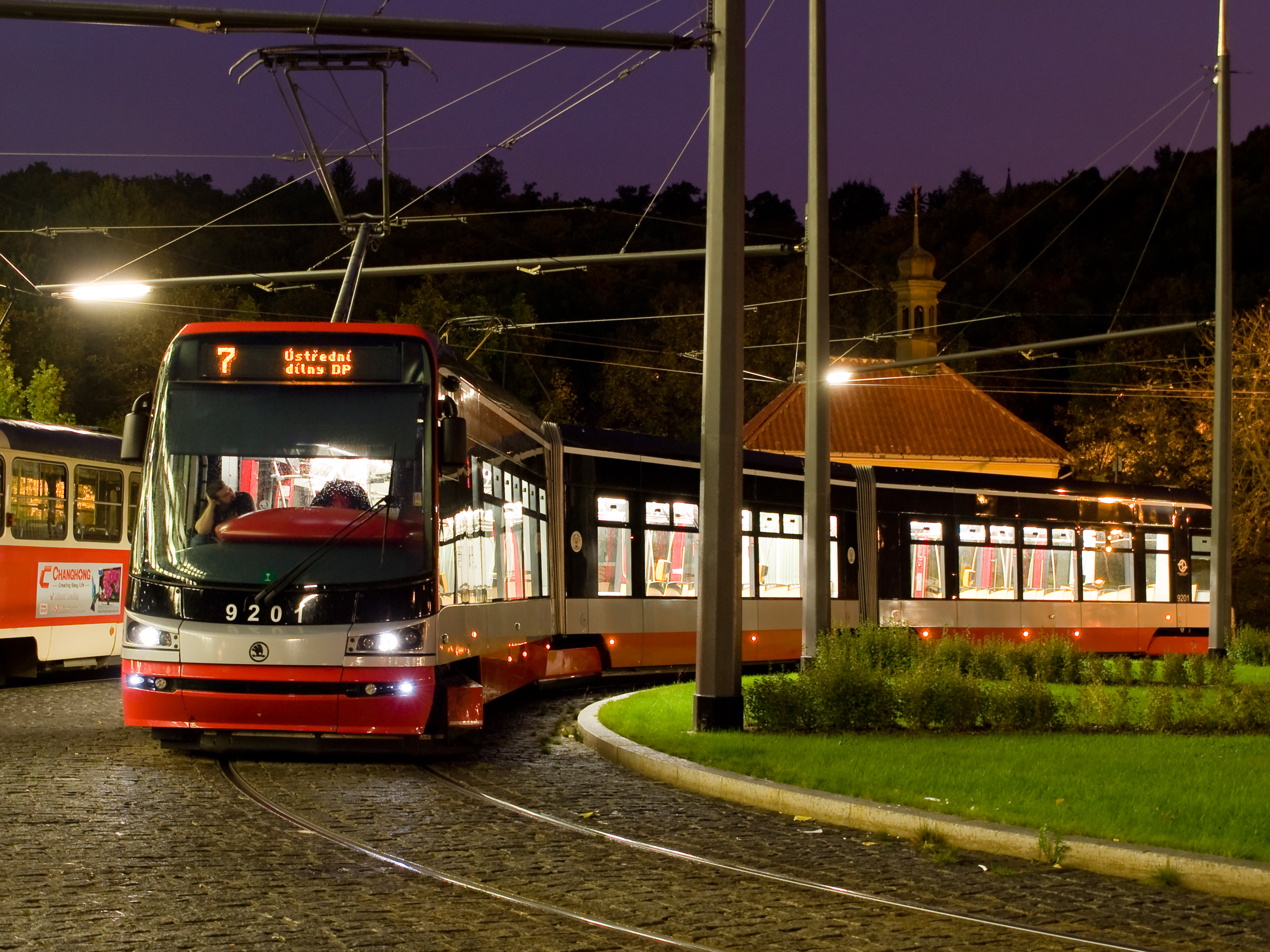
Typ 15 T in Prag (Tschechien)

Für die Straßenbahn Prag hat die Stadt Prag 250 dreiteilige Einrichtungsfahrzeuge des Typs 15T ForCity Alfa bestellt. Der erste Wagen nahm am 6. Oktober 2010 den Probebetrieb mit Fahrgästen auf. Bis Anfang 2019 waren alle Fahrzeuge nach Prag ausgeliefert. Die 15T laufen auf vier Drehgestellen, je eins an den beiden Enden und zwei Jakobsdrehgestelle unter den Gelenken, und sind vollständig niederflurig.
Im Mai 2008 bestellten die Verkehrsbetriebe der Stadt Riga 20 Garnituren mit einer Option auf weitere 32 Fahrzeuge. Die ansonsten baugleichen Wagen erhielten Drehgestelle für die Spurweite von 1524 Millimetern und einen blau-weißen Anstrich. Der erste Prototyp wurde im Juni 2009 geliefert. In weiterer Folge wurden auch längere, vierteilige Garnituren geliefert.
Basierend auf dem 15T wurde in Lizenz durch den chinesischen Hersteller CSR Sifang eine Zweirichtungsvariante für die Straßenbahn Qingdao, welche auch mit Brennstoffzellen verkehren kann, gebaut.

## Škoda ForCity Classic (18T/26T/28T/35T)

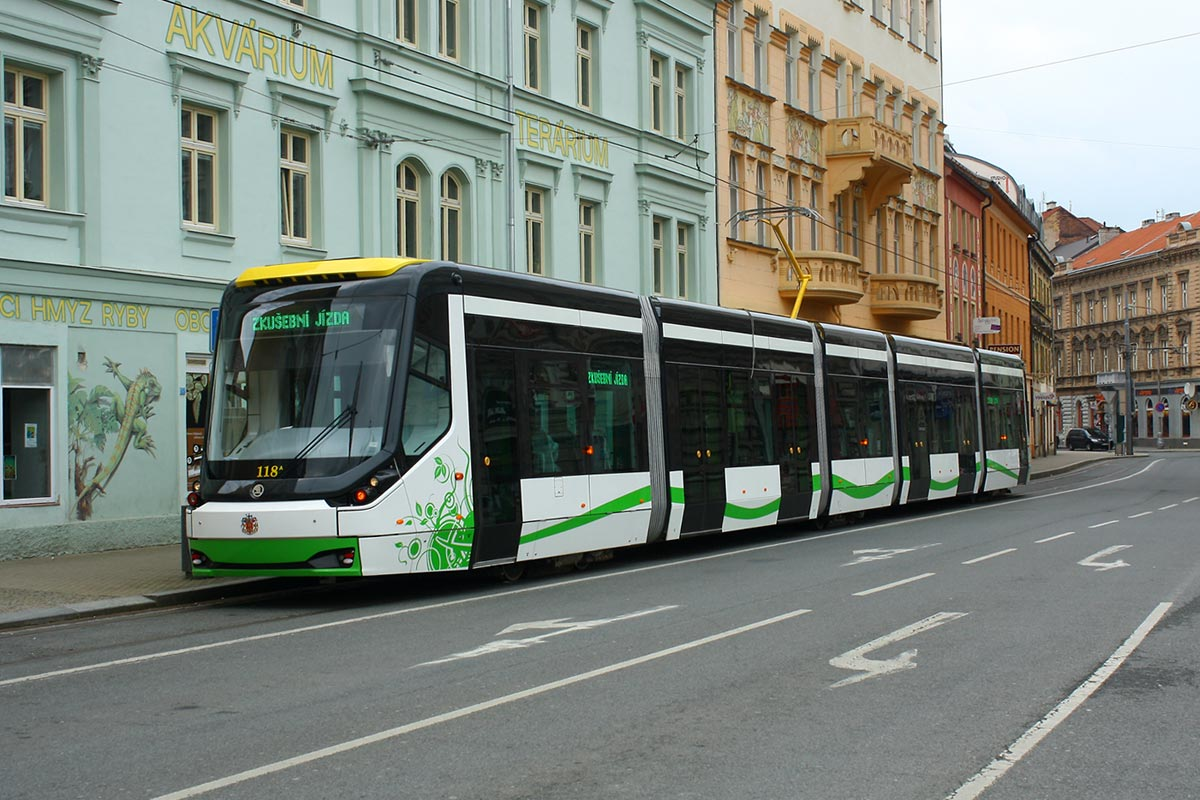
Typ 26 T für Miskolc (Ungarn) während der Testphase in Pilsen

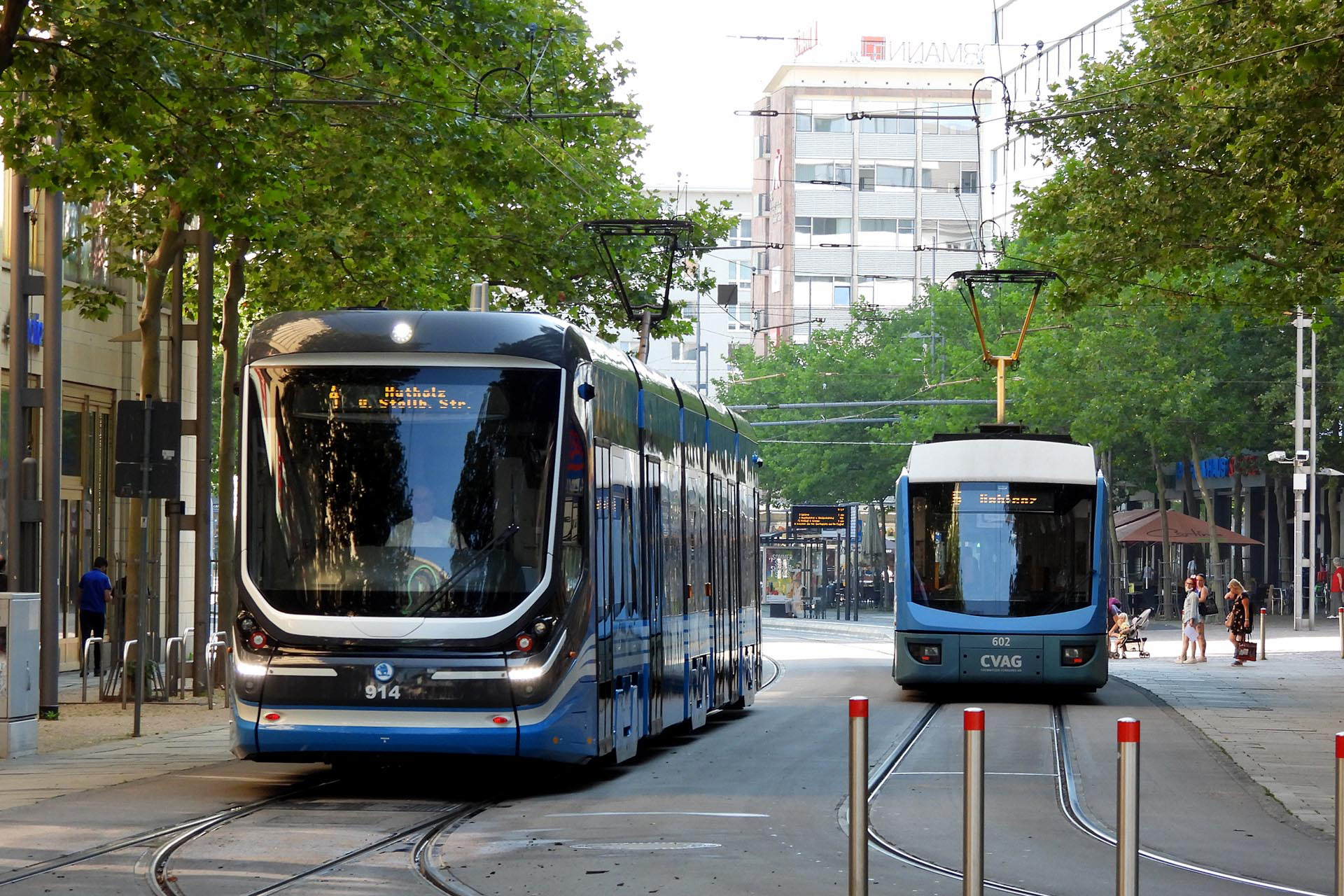
Typ 35 T für Chemnitz

Als ForCity Classic werden die Multigelenkwagen bezeichnet, die als drei-, fünf- oder siebenteilige Ein- oder Zweirichtungsfahrzeuge lieferbar sind. Die Laufwerke, die unter den äußeren Fahrzeugteilen und bei den fünf- und siebenteiligen Versionen zusätzlich unter kurzen Mittelteilen angeordnet sind, sind gegenüber den Wagenkästen nicht ausdrehbar. Die Fahrzeugteile mit Laufwerk werden jeweils durch eingehängte, laufwerkslose Mittelteile (Sänften) verbunden. Die Fahrzeuge sind durchgehend niederflurig. Bei den meisten zu dieser Gruppe gehörenden Typen werden klassische Radsätze mit durchgehenden Radsatzwellen verwendet. Der Antrieb erfolgt dabei über Getriebe durch längs an den Seiten angeordnete Drehstrom-Asynchronmaschinen. Beim Typ 35T für die Straßenbahn Chemnitz dagegen wurde das Prinzip der Losradsätze mit getriebelosen Einzelradantrieben vom ForCity Alfa übernommen.
Fünfteilige Zweirichtungswagen wurden für die Städte Miskolc (26T) in Ungarn und Konya (28T) in der Türkei gebaut. Beide Bauarten sind regelspurig. In Konya sind insgesamt 72 Fahrzeuge dieses Typs im Einsatz, davon sind 12 für den oberleitungsfreien Betrieb ausgerüstet.
Am 14. Juni 2016 schloss die CVAG mit dem Škoda einen Vertrag zum Bau von 14 Niederflur-Straßenbahnwagen des Typs 35T ForCity Classic, nach dem bereits im Jahr 2012 ein Probefahrzeug aus einer Lieferung für Prag getestet worden war. Der erste Triebwagen (TW 912) traf in der Nacht vom 29. zum 30. November 2018 in Chemnitz ein, die restlichen Fahrzeuge wurden bis Anfang 2020 ausgeliefert.
Ebenfalls 14 Einheiten wurden für Eskisehir (Türkei) bestellt. Diese sind meterspurige Einrichtungswagen, die zusätzlich mit Batterien für den oberleitungsfreien Betrieb ausgerüstet wurden. Sie wurden von Škoda als Typ 18T eingeordnet.
Im Oktober 2017 erhielt Škoda einen Auftrag für die Lieferung von 13 ForCity Classic nach Sofia. Später wurde Škoda allerdings wieder disqualifiziert.

## Škoda ForCity Plus (29T/30T/46T/47T/48T/52T)

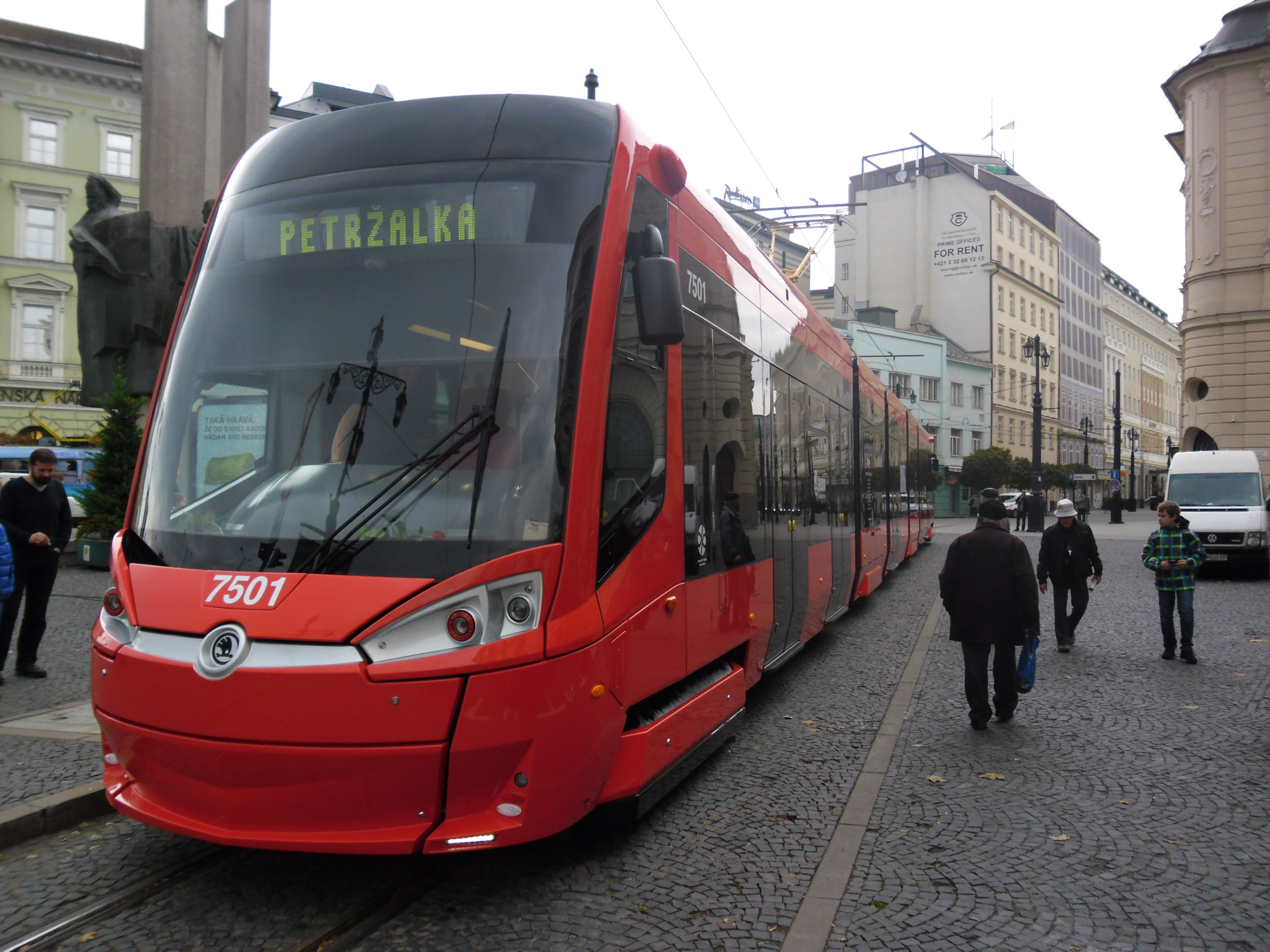
Typ 30 T in Bratislava (Slowakei)

Als ForCity Plus werden Gelenkwagen mit aufgesattelten Endwagen und Mittelteilen nach Art der Multigelenkwagen bezeichnet. Das gleiche Prinzip findet beispielsweise bei den Konkurrenzprodukten Avanto von Siemens und Urbos 70 von CAF Anwendung. In den meterspurigen Varianten ist der Wagenboden über den Drehgestellen an den Enden angehoben und über zwei Stufen zugänglich. Die mittleren Wagenkästen der drei- und fünfteiligen Varianten laufen auf nicht ausdrehbaren Laufwerken. In der fünfteiligen Version befindet sich in der Mitte ein freischwebendes Mittelteil (Sänfte). Die Sitze in den Mittellaufwerkskästen befinden sich auf Podesten mit einer Stufe vom Mittelgang. Bei den Typen 29T und 30T (Straßenbahn Bratislava) sowie 46T, 47T und 48T (mehrere Betriebe in Brandenburg) kommen klassische Radsätze mit durchgehenden Radsatzwellen zur Anwendung. Der Antrieb erfolgt dabei über Getriebe durch längs an den Seiten angeordnete Drehstrom-Asynchronmaschinen.
Ab 2014 wurden fünfteilige meterspurige Straßenbahnwagen vom Straßenbahnbetrieb Bratislava in der Slowakei in zwei Varianten beschafft. Der Niederfluranteil beträgt bei den Einrichtungswagen 29T 88 % und bei den Zweirichtungswagen 30T wegen des zusätzlichen Führerstandes bei ansonsten identischer Ausführung 92 %. Von beiden Typen wurden jeweils 30 Stück beschafft. Weitere 30 Zweirichtungs- und 10 Einrichtungswagen wurden 2022 als Ergebnis zweier weiterer Ausschreibungen bestellt.
Im Februar 2021 schlossen drei Verkehrsunternehmen in Deutschland einen Rahmenvertrag über 44 ForCity Plus ab. Im ersten Abruf werden vier Straßenbahnwagen nach Brandenburg an der Havel (mit einer Option über acht weitere), 22 nach Cottbus und 13 nach Frankfurt (Oder) geliefert.  Die dreiteiligen Einheiten mit 70 % Niederfluranteil, zwei Triebdrehgestellen und einem Mittelwagenlaufwerk haben eine Spurweite von 1000 mm. Am 10. April 2024 wurde der erste gebaute Wagen dieser Serie in Frankfurt (Oder) angeliefert. Der erste Wagen für Cottbus wurde am 6. Juni 2024 in Cottbus angeliefert. Im Dezember 2024 erfolgte schließlich auch in Brandenburg an der Havel neben der Einlösung der Hälfte der Option auch die Auslieferung des ersten Fahrzeugs. Die drei Fahrzeugtypen erhielten von Škoda die Bezeichnungen 46T (Frankfurt), 47T (Cottbus) und 48T (Brandenburg) und werden als ForCity Plus FCB zusammengefasst.
Am 10. Januar 2024 wurden für die Straßenbahn Prag 40 fünfteilige Fahrzeuge des Typs ForCity Plus 52T mit einer Option auf 160 weitere Fahrzeuge bestellt. Die Straßenbahnwagen sollten ab Dezember 2025 ausgeliefert werden. Die Einrichtungsfahrzeuge sind 32 Meter lang, 2,5 Meter breit und haben 70 Sitzplätze. Bei einer Dichte von fünf Personen pro Quadratmeter können 173 weitere Personen stehend befördert werden. Es sind fünf 1300 Millimeter breite Doppeltüren vorhanden, die Einstiegshöhe liegt bei 350 Millimetern. Die Straßenbahnwagen sind vollständig niederflurig und besitzen durchgehende Achsen. Alle Räder der vier Fahrwerke sind angetrieben, sie haben einen Durchmesser von 640 Millimetern. Die äußeren Fahrwerke sind frei ausdrehbar, während die inneren nur einen geringen Ausdrehwinkel zulassen. Das erste Fahrzeug konnte bereits im Januar 2025 im Škoda-Werk in Pilsen der Presse präsentiert werden, im Laufe des Jahres sollen 20 Wagen ausgeliefert werden. Die Auslieferung begann im April 2025.

## Škoda ForCity Smart Artic

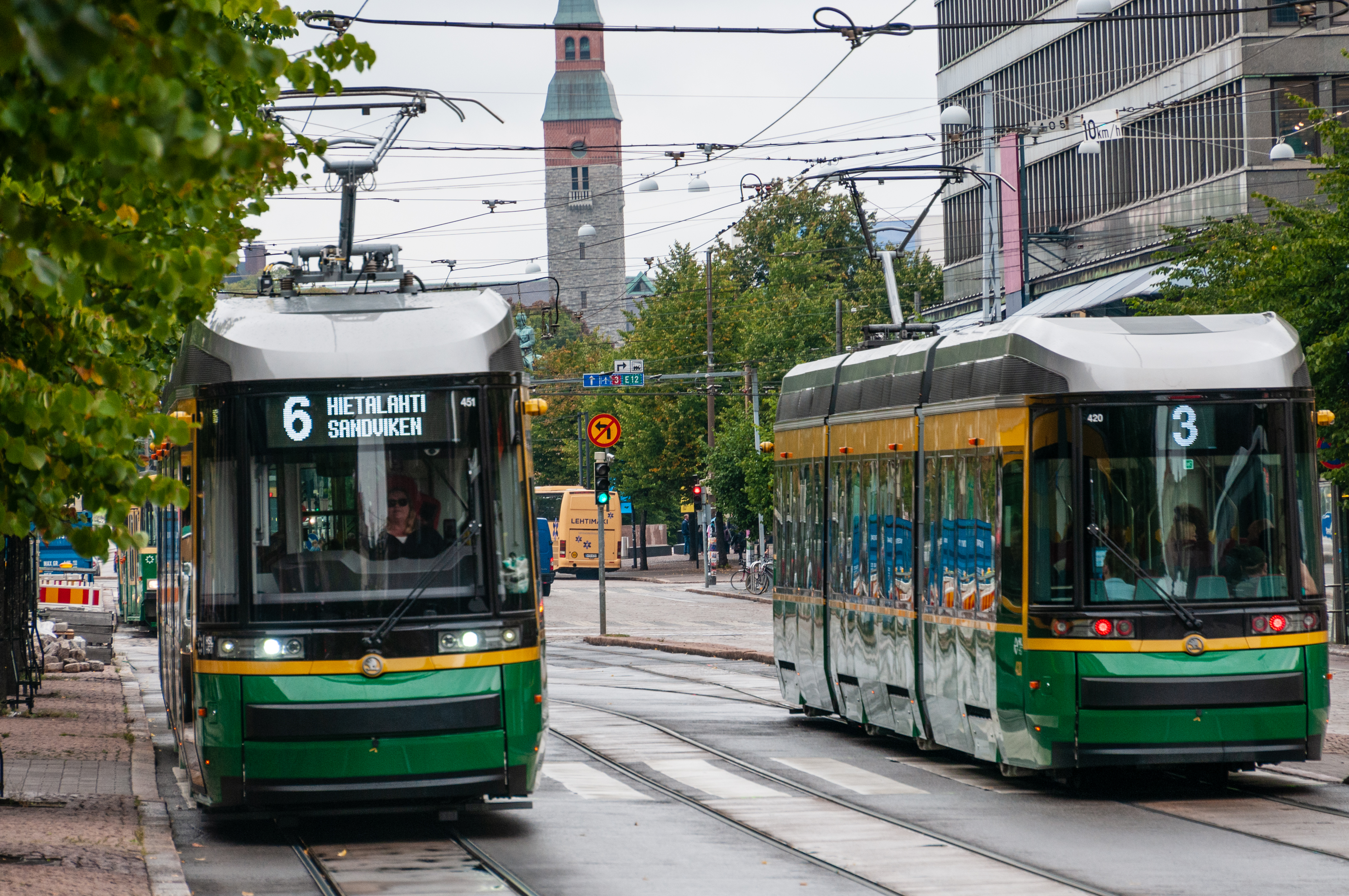
Artic-Wagen in Helsinki

Diese Variante wurde vom finnischen Hersteller Transtech, der seit dem 4. August 2015 zum Konzern Škoda Transportation gehört, entwickelt. Die Wagen laufen ausschließlich auf Drehgestellen und sind durchgehend niederflurig. Allerdings befinden sich bei diesen Wagen auch die Sitze über den Enddrehgestellen auf Podesten. Es werden ein- bis fünfteilige Fahrzeuge angeboten, wobei die einzelnen Fahrzeugteile jeweils in zwei verschiedenen Längen ausgeführt werden können.
Die ersten Fahrzeuge wurden als dreiteilige Gelenkwagen mit vier Drehgestellen für die finnische Hauptstadt Helsinki geliefert. Seit 2014 waren zwei Prototypen im Testeinsatz, darauf folgte die Serienlieferung von 38 Fahrzeugen und weiteren 20 aus einer Option bis 2018. Äußerlich haben sie Ähnlichkeiten zum Straßenbahntyp Bombardier Flexity Berlin. Im Juni 2018 bestellte der Verkehrsbetrieb HKL weitere 10 Fahrzeuge.
Um diesen Straßenbahntyp auch außerhalb Finnlands zu präsentieren, wurde der Wagen 402 im Herbst 2014 auf der Fachmesse Innotrans in Berlin ausgestellt. Zu diesem Zweck wurde die Farbgebung in grün/gelb durch Folien in weiß und gebürstetem Gold überklebt. Im Anschluss an diese Ausstellung fanden mit diesem Wagen im Oktober 2014 umfangreiche Testfahrten im Streckennetz der Straßenbahn Würzburg statt. Zu Demonstrationsfahrten ohne Fahrgäste wurde auch die Steilstrecke in den Stadtteil Heuchelhof befahren. Da der Wagen jedoch nicht über die dafür vorgeschriebene automatische Geschwindigkeitsüberwachung verfügte, wurde er im planmäßigen Linienverkehr nur auf den flacheren Linien 1 und 4 eingesetzt.
Die beiden Prototypen 401 und 402 sollten ab Sommer 2018 auf der Straßenbahnlinie 88 der Schöneicher-Rüdersdorfer Straßenbahn (SRS) zum Einsatz kommen. Nach anfänglichen Verzögerungen wurde am 21. August 2018 der Wagen 402 nach Schöneiche geliefert und zunächst zur Erprobung und Ermittlung des Anpassungsbedarfs bis Ende Dezember 2018 an die SRS vermietet. Ende Oktober erwarb die SRS die beiden Fahrzeuge vorfristig, nachdem die Erprobung erfolgreich verlaufen war. Zwei weitere Wagen folgten 2019 beziehungsweise 2020.
Weitere Fahrzeuge wurden in Finnland im Dezember 2016 für die Schnellstraßenbahnlinie 15 in Helsinki und Espoo und im Oktober 2017 von der Straßenbahn Tampere bestellt. Im Februar 2021 bestellten die Verkehrsbetriebe von Helsinki 23 ForCity Smart Artic X54 bei Škoda Transtech Oy für den Betrieb der neuen Straßenbahnstrecken über die neu zu bauenden Kruunusillat-Brücken im Osten der Stadt ab 2026.

## Škoda ForCity Smart

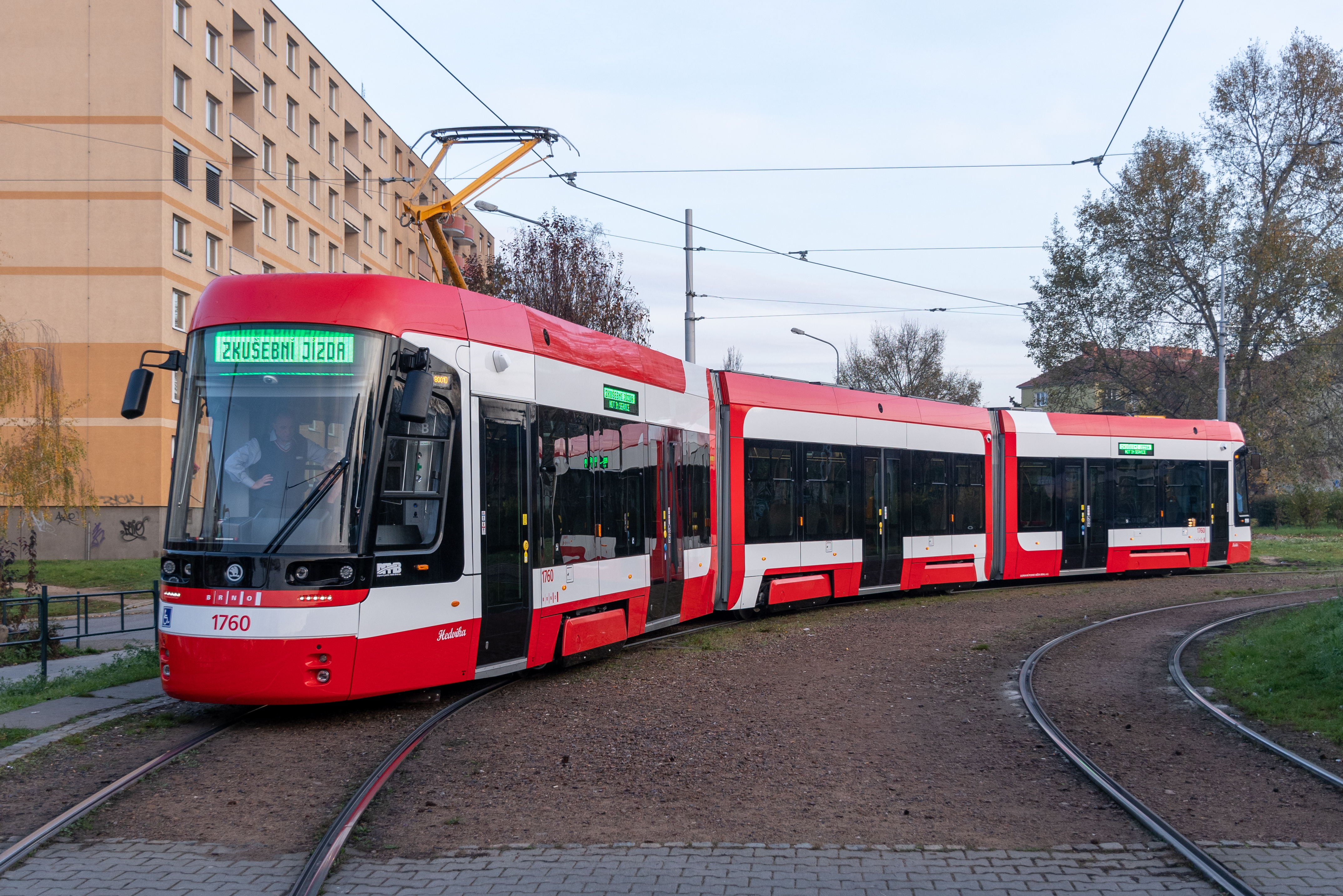
ForCity Smart in Brünn

Im Juni 2018 bestellte die deutsche Rhein-Neckar-Verkehr 80 meterspurigen Wagen vom abgewandelten Typ ForCity Smart in Längen von 30, 40 und 60 Metern. Die ersten Wagen mit der Bezeichnung Rhein-Neckar-Tram 2020 oder kurz RNT2020 sollten im Jahr 2021 geliefert werden. Aufgrund von Änderungen an der Konstruktion werden sie erst ab Mitte 2022 geliefert. Der Fahrgastbetrieb begann am 14. April 2023. 2024 wurde der Auftrag durch Optionseinlösung um 34 Fahrzeuge erweitert.
Das Verkehrsunternehmen DPO (Dopravní Podnik Ostrava) aus Ostrava, hat Škoda Transportation für die Lieferung von 40 Niederflurstraßenbahnwagen ausgewählt. Der Kaufpreis beträgt 1,9 Milliarden Kronen (76 Millionen Euro). Spätestens im Herbst 2020 sollten die ersten Fahrzeuge in Betrieb gehen. Die regelspurigen Einrichtungswagen besitzen Platz für etwa 200 Fahrgäste. Ihre Länge beträgt 26,5 Meter. Sie sollen die bisherigen T3 ersetzen, die meist paarweise eingesetzt werden.
Im Oktober 2018 bestellte das Verkehrsunternehmen der Stadt Pilsen bis zu 22 Fahrzeuge (inklusive einer Option) des Typs ForCity Smart für die Straßenbahn Pilsen. Die dreiteiligen, regelspurigen Zweirichtungswagen sind auf 29 Metern Länge durchgehend niederflurig und besitzen fünf Doppeltüren auf beiden Seiten.
Die Stadtwerke Bonn haben im Dezember 2019 26 Fahrzeuge des Typs 41T zur Lieferung ab 2022 bestellt. Es besteht eine Option auf weitere 12 Fahrzeuge. Die durchgehend niederflurigen Wagen sind 30 Meter lang und verfügen über 60 Sitzplätze. Die Wagen bestehen aus zwei vierachsigen Wagenkästen, die auf je zwei Drehgestellen laufen, und einem dazwischen aufgesattelten Mittelteil. Ein Wagen dieses Typs wurde 2024 auf der InnoTrans präsentiert.
Im Februar 2021 schloss das Verkehrsunternehmen der Stadt Brünn einen Rahmenvertrag über 40 Fahrzeuge des Typs ForCity Smart (Typ 45T) ab. Im ersten Abruf werden 5 Fahrzeuge an die Straßenbahn Brünn geliefert. Die Zweirichtungswagen sind dreiteilig, 31 Meter lang und verfügen über 64 Sitze. Es sind dreiteilige Gelenkwagen mit auf dem mittleren Wagenkasten aufgesattelten Endteilen und echten Drehgestellen, sie erreichen eine Höchstgeschwindigkeit von 70 km/h.
Die Kasseler Verkehrs-Gesellschaft schloss im Juli 2023 einen Vertrag über die Lieferung von bis zu 40 Fahrzeugen des Typs ForCity Smart ab. 22 Triebwagen wurden dabei verbindlich bestellt, es besteht eine Option auf bis zu 18 weitere Fahrzeuge. Die dreiteiligen Zweirichtungswagen sind 30 Meter lang. Die Wagen werden mit Albertkupplungen ausgestattet und sind, neben dem Betrieb als Einzelfahrzeug, auch für Doppeltraktions- und Beiwagenbetrieb vorgesehen. Die Lieferung der ersten Fahrzeuge war für 2026 vorgesehen, der Einsatz im Fahrgastbetrieb sollte ab 2027 erfolgen. Anfang 2025 wurde bekanntgegeben, dass die ersten Triebwagen bereits ab Frühjahr 2026 geliefert und im Herbst oder Winter 2026 in Betrieb genommen werden könnten.
Im Mai 2025 gab die Mainzer Verkehrsgesellschaft bekannt, einen Auftrag zur Lieferung von zunächst 22 und optional acht weiteren Zweirichtungswagen für die Straßenbahn Mainz an Škoda zu vergeben. Es handelt sich dabei um eine 43,5 Meter lange, fünfteilige Variante des ForCity Smart mit abwechselnder Anordnung von Wagenteilen mit zwei Drehgestellen und Wagenteilen ohne Drehgestelle. In jedem Wagenteil ist je Seite eine Doppeltür angeordnet. Die Vertragsunterzeichnung erfolgte Anfang Juli 2025. Zu diesem Zeitpunkt war die Auslieferung für die Jahre 2028 bis 2030 vorgesehen.

## Überblick
| Land        | Betrieb (Stadt)                 | Bild                                  | Marke           | Typ                    | Anzahl   | Länge      | Breite  | Spurweite | Jahr                       | Bemerkung                                                         |
| ----------- | ------------------------------- | ------------------------------------- | --------------- | ---------------------- | -------- | ---------- | ------- | --------- | -------------------------- | ----------------------------------------------------------------- |
| Tschechien  | Prag                            |                                       | ForCity Alfa    | 15T                    | 250      | 31 400 mm  | 2460 mm | 1435 mm   | 2009–2018                  | ER, dreiteilig                                                    |
| Lettland    | Riga                            |                                       | ForCity Alfa    | 15T                    | 35       | 31,4 m     | 2460 mm | 1524 mm   | 2009–                      | ER, dreiteilig und vierteilig                                     |
| Lettland    | Riga                            | 11                                    | ForCity Alfa    | 15T                    | 41 m     |            | 2460 mm | 1524 mm   | 2009–                      | ER, dreiteilig und vierteilig                                     |
| Ungarn      | Miskolc                         |                                       | ForCity Classic | 26T                    | 31       | 32 100 mm  | 2650 mm | 1435 mm   | 2012–2014                  | fünfteilig                                                        |
| Finnland    | Helsinki                        |                                       | ForCity Smart   | Artic                  | 68       | 27,6 m     | 2400 mm | 1000 mm   | 2013–2019                  | ER, dreiteilig                                                    |
| Türkei      | Konya                           |                                       | ForCity Classic | 28T                    | 72       | 32 520 mm  | 2550 mm | 1435 mm   | 2014–2015                  | fünfteilig                                                        |
| Slowakei    | Bratislava                      |                                       | ForCity Plus    | 30T                    | 30 + 30  | 32,5 m     | 2480 mm | 1000 mm   | 2014–2015, 2024            | ZR, fünfteilig                                                    |
| Slowakei    | Bratislava                      |                                       | ForCity Plus    | 29T                    | 30 + 10  | 32,5 m     | 2480 mm | 1000 mm   | 2015–2016, 2024            | ER, fünfteilig                                                    |
| Türkei      | Eskişehir                       |                                       | ForCity Classic | 18T                    | 14       | 30 080 mm  | 2300 mm | 1000 mm   | 2018–2019                  | ER, fünfteilig                                                    |
| Deutschland | Chemnitz                        |                                       | ForCity Classic | 35T                    | 14       | 31 390 mm  | 2650 mm | 1435 mm   | 2018–2020                  | ZR, fünfteilig                                                    |
| Finnland    | Tampere                         |                                       | ForCity Smart   | Artic X34              | 16       | 37 m       | 2650 mm | 1435 mm   | 2020–2021, 2023–           | ZR, dreiteilig                                                    |
| Finnland    | Tampere                         |                                       | ForCity Smart   | Artic X45              | 19       | 47 m       | 2650 mm | 1435 mm   |                            | ZR, vierteilig, teilweise umgebaut aus Dreiteilern                |
| Deutschland | RNV                             |                                       | ForCity Smart   | 36T/37T/38T (RNT 2020) | 65/37/12 | 30/40/60 m | 2400 mm | 1000 mm   | 2022–                      | ZR, drei-, vier- und sechsteilig                                  |
| Finnland    | Jokeri-Linie (Helsinki & Espoo) |                                       | ForCity Smart   | Artic X54              | 29       | 34 m       | 2420 mm | 1000 mm   | 2020–                      | fünfteilig                                                        |
| Finnland    | Helsinki                        |                                       | ForCity Smart   | Artic X54              | 23       |            |         | 1000 mm   |                            |                                                                   |
| Tschechien  | Ostrava                         |                                       | ForCity Smart   | 39T                    | 40       | 26,64 m    | 2500 mm | 1435 mm   | 2020–                      | zweiteilig                                                        |
| Tschechien  | Pilsen                          |                                       | ForCity Smart   | 40T                    | 2        | 29,14 m    | 2500 mm | 1435 mm   | 2020–2023                  | Option auf 20 weitere Fahrzeuge. ZR, dreiteilig.                  |
| Deutschland | Schöneiche                      |                                       | ForCity Smart   | Artic                  | 3        | 27,6 m     | 2400 mm | 1000 mm   | 2013 (2018) (2019)         | Ehemalige Vorserien-Fahrzeuge aus Helsinki (401 – 402) + 1 Neubau |
| Deutschland | Bonn                            |                                       | ForCity Smart   | 41T                    | 26       | 30 m       | 2400 mm | 1435 mm   | Mitte 2022 bis August 2023 | Option auf weitere 12 Fahrzeuge                                   |
| Tschechien  | Brünn                           |                                       | ForCity Smart   | 45T                    | 5        | 31 m       | 2500 mm | 1435 mm   | bis Februar 2023           | Option auf 35 weitere Fahrzeuge. ZR, dreiteilig.                  |
| Deutschland | Frankfurt (Oder)                |                                       | ForCity Plus    | 46T                    | 13       | 28 960 mm  | 2300 mm | 1000 mm   | ab April 2024              |                                                                   |
| Deutschland | Cottbus                         | Abbildung auf Website von Škoda       | ForCity Plus    | 47T                    | 7+15     | 28 960 mm  | 2400 mm | 1000 mm   | ab Juni 2024               | Option wurde eingelöst.                                           |
| Deutschland | Brandenburg an der Havel        | Abbildung auf Website von Škoda       | ForCity Plus    | 48T                    | 4+4      | 28 960 mm  | 2300 mm | 1000 mm   | ab November 2024           | Option auf weitere 4 Fahrzeuge                                    |
| Italien     | Bergamo                         | Abbildung auf Website der Zdopravy.cz | ForCity Classic | 49T                    | 10       | 33 m       |         | 1435 mm   | ab 2026                    | [ 71 ]                                                            |
| Deutschland | Kassel                          | Abbildung auf Website der KVG         | ForCity Smart   | 50T                    | 22       | 30 m       | 2400 mm | 1435 mm   | ab 2026                    | Option auf 18 weitere Fahrzeuge. ZR, dreiteilig.                  |
| Tschechien  | Prag                            |                                       | ForCity Plus    | 52T                    | 40       | 31 990 mm  | 2500 mm | 1435 mm   | 2025-                      | ER, fünfteilig, Option auf 160 weitere Wagen                      |
| Deutschland | Mainz                           | Abbildung auf mainzer-mobilitaet.de   | ForCity Smart   | 53T                    | 22       | 43,5 m     |         | 1000 mm   | voraussichtlich 2028–2030  | ZR, fünfteilig                                                    |